# DMTG
DMTG (Dalian Machine Tool Group Co., Ltd., кит. 大连机床集团有限责任公司) — китайская станкостроительная компания. Корпорация была основана в 1948 году и расположена в северо-восточном Китае, провинции Ляонин, городе Далянь (бывший Порт-Артур).

## Банкротство
В ноябре 2017 года Народный суд средней ступени города Далянь, в соответствии с Законом КНР «О несостоятельности (банкротстве) предприятий», принял иск от кредиторов и начал процедуру банкротства предприятия.
В мае 2018 года президент компании Чэнь Юнкай (Chen Yongkai) объявлен в розыск. Министерство общественной безопасности, в связи с подозрениями на мошенничество, выдало ордер на его арест.